# Witchaven II: Blood Vengeance
Witchaven II: Blood Vengeance è uno sparatutto in prima persona fantasy. È il seguito di Witchaven, di cui condivide il motore grafico, il Build. Si tratta dell'ultimo gioco commercializzato dalla Capstone Software, chiusa poco dopo a causa del fallimento della proprietaria Intracorp Entertainment.

## Trama
Ambientato poco dopo il termine del capitolo precedente, scoprirete che la malvagia Illwhyrin (nemico finale di Witchaven) ha una sorella chiamata Cirae-Argoth; costei vuole vendicare la morte della sorella rapendo la vostra gente. Dovrete esplorare 15 livelli pieni di insidie e distruggere la strega.